# Bộ trưởng Bộ Tư pháp Anh
Bộ trưởng phụ trách Tư pháp Ủy nhiệm Quốc chủ Bệ hạ (tiếng Anh: His/Her Majesty's Principal Secretary of State for Justice) là chức vụ cao cấp của Chính phủ Quốc chủ Bệ hạ, được kết hợp với chức vụ Đại Chưởng ấn (Lord Chancellor) từ khi thành lập năm 2007, thay thế cho chức vụ Bộ trưởng Bộ vấn đề Hiến pháp (Secretary of State for Constitutional Affairs). Vào ngày 9 tháng 5 năm 2007, Bộ vấn đề Hiến pháp bị bãi bỏ và Bộ Tư pháp (MoJ) được thành lập thay thế. Bộ Tư pháp cũng thực hiện một số nhiệm vụ được chuyển từ Bộ Nội vụ sang.
Bộ trưởng Tư pháp hiện tại là Shabana Mahmood kể từ khi được Thủ tướng Keir Starmer bổ nhiệm vào tháng 7 năm 2024.

## Thành lập
Đại Pháp quan lúc bấy giờ, Charlie Falconer, được bổ nhiệm làm Bộ trưởng Bộ Tư pháp, thay thế vị trí Bộ trưởng Bộ vấn đề Hiến pháp. Bộ trưởng Nội vụ, John Reid, đã thông báo với Nghị viện rằng Bộ trưởng tương lai sẽ là một nghị sĩ chứ không phải là quý tộc. Sau khi Gordon Brown được chọn làm lãnh đạo Công đảng và Thủ tướng, Jack Straw tiếp nhận chức vụ này vào ngày 28 tháng 6 năm 2007 và rời khỏi vị trí khi Gordon Brown từ chức sau Tổng tuyển cử tháng 5/2010. Ông được thay thế bởi nghị sĩ Đảng Bảo thủ Ken Clarke.
Trong Nội các cải tổ tháng 8/2012, Chris Grayling được bổ nhiệm làm Đại Pháp quan (Lord Chancellor), theo quy ước cũng là Bộ trưởng Bộ Tư pháp. Chris Grayling trở thành Đại Pháp quan đầu tiên không có nền tảng pháp lý. Sau Tổng tuyển cử năm 2015, chức vụ này được trao cho Đô tổng Chính phủ Michael Gove. Michael Gove được thay thế sau khi Theresa May trở thành Thủ tướng vào ngày 14/7/2016, và Liz Truss trở thành người kế nhiệm. Sau Tổng tuyển cử năm 2017, kết quả là một chính phủ bảo thủ thiểu số, David Lidington được bổ nhiệm làm Bộ trưởng Tư pháp, và sau đó là David Gauke vào ngày 8/1/2018.

## Danh sách Bộ trưởng
Với Đại Pháp quan trước năm 2003, xem Danh sách Đại Pháp quan và Đại Chưởng ấn
Với Bộ trưởng từ 2003 đến 2007, xem Bộ trưởng Bộ vấn đề Hiến pháp
| Công đảng Đảng Bảo thủ | Công đảng Đảng Bảo thủ | Công đảng Đảng Bảo thủ                                                               | Công đảng Đảng Bảo thủ | Công đảng Đảng Bảo thủ | Công đảng Đảng Bảo thủ | Công đảng Đảng Bảo thủ | Công đảng Đảng Bảo thủ                |
| Chân dung              | Chân dung              | Tên Danh hiệu & Đơn vị bầu cử                                                        | Nhiệm kỳ               | Nhiệm kỳ               | Chính đảng             | Chính phủ              | Chính phủ                             |
| ---------------------- | ---------------------- | ------------------------------------------------------------------------------------ | ---------------------- | ---------------------- | ---------------------- | ---------------------- | ------------------------------------- |
|                        |                        | Quý ngài rất đáng kính Charlie Falconer Huân tước Falconer xứ Thoroton PC QC (1951-) | 9 tháng 5 2007         | 27 tháng 6 2007        | Công đảng              |                        | Blair II & III                        |
|                        |                        | Quý ngài rất đáng kính Jack Straw Nghị sĩ Blackburn (1946-)                          | 28 tháng 6 2007        | 11 tháng 5 2010        | Công đảng              |                        | Brown                                 |
|                        |                        | Quý ngài rất đáng kính Kenneth Clarke QC Nghị sĩ Rushcliffe (1940-)                  | 12 tháng 5 2010        | 4 tháng 9 2012         | Bảo thủ                |                        | Cameron–Clegg (Bảo thủ-Tự do Dân chủ) |
|                        |                        | Quý ngài rất đáng kính Chris Grayling Nghị sĩ Epsom and Ewell (1962-)                | 4 tháng 9 2012         | 9 tháng 5 2015         | Bảo thủ                |                        | Cameron–Clegg (Bảo thủ-Tự do Dân chủ) |
|                        |                        | Quý ngài rất đáng kính Michael Gove Nghị sĩ Surrey Heath (1967-)                     | 9 tháng 5 2015         | 14 tháng 7 2016        | Bảo thủ                |                        | Cameron II                            |
|                        |                        | Quý ngài rất đáng kính Liz Truss Nghị sĩ South West Norfolk (1975-)                  | 14 tháng 7 2016        | 11 tháng 6 2017        | Bảo thủ                |                        | May I                                 |
|                        |                        | Quý ngài rất đáng kính David Lidington CBE Nghị sĩ Aylesbury (1956-)                 | 11 tháng 6 2017        | 8 tháng 1 2018         | Bảo thủ                |                        | May II                                |
|                        |                        | Quý ngài rất đáng kính David Gauke Nghị sĩ South West Hertfordshire (1971-)          | 8 tháng 1 2018         | 24 tháng 7 2019        | Bảo thủ                |                        | May II                                |
|                        |                        | Quý ngài rất đáng kính Robert Buckland QC Nghị sĩ South Swindon (1968-)              | 24 tháng 7 2019        | 15 tháng 9 2021        | Bảo thủ                |                        | Johnson I                             |
| Johnson II             |                        | Quý ngài rất đáng kính Robert Buckland QC Nghị sĩ South Swindon (1968-)              | 24 tháng 7 2019        | 15 tháng 9 2021        | Bảo thủ                |                        |                                       |
|                        |                        | Quý ngài rất đáng kính Dominic Raab Nghị sĩ Esher và Walton (1971-)                  | 24 tháng 7 2019        | Nay                    | Bảo thủ                |                        |                                       |